# Silly Putty

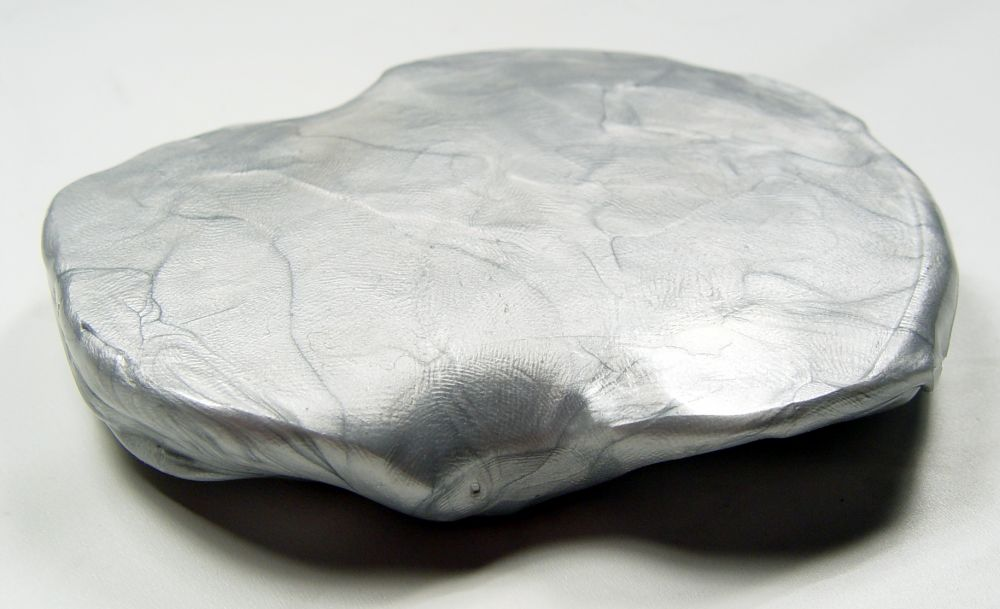
Silly Putty de culoare argintie

Silly Putty este o jucărie care conține polimeri de silicon care au proprietăți fizice neobișnuite. Poate curge ca un lichid, poate sări și poate fi întins sau rupt în funcție de cantitatea de stres fizic la care este supus. Conține siliconi lichizi viscoelastici, un tip de fluid nenewtonian, care îl face să acționeze ca un lichid vâscos pe o perioadă lungă de timp, dar ca un solid elastic pe o perioadă scurtă de timp. Acesta a fost creat inițial în timpul cercetărilor privind un potențial înlocuitor al cauciucului pentru a fi utilizat de Statele Unite în cel de-Al Doilea Război Mondial.
Denumirea Silly Putty este o marcă înregistrată a Crayola⁠(d) LLC. Alte denumiri sunt utilizate pentru a comercializa substanțe similare de la alți producători.

## Descriere
Silly Putty, ca chit săltăreț, este cunoscut pentru caracteristicile sale neobișnuite. Acesta ricoșează atunci când este aruncat de la înălțime, dar se rupe atunci când este lovit sau întins brusc; de asemenea, poate pluti într-un lichid și va forma o baltă în timp util. Silly Putty și majoritatea celorlalte produse de chit de vânzare cu amănuntul au agenți viscoelastici adăugați pentru a reduce curgerea și a permite chitului să își păstreze forma.
Silly Putty originală de culoarea coralului este compusă din 65% dimetilsiloxan (polimeri hidroxi-terminați cu acid boric), 17% silice (cuarț cristalin), 9% Thixatrol ST (derivat al uleiului de ricin), 4% polidimetilsiloxan, 1% decametilciclopentasiloxan, 1% glicerină și 1% dioxid de titan.

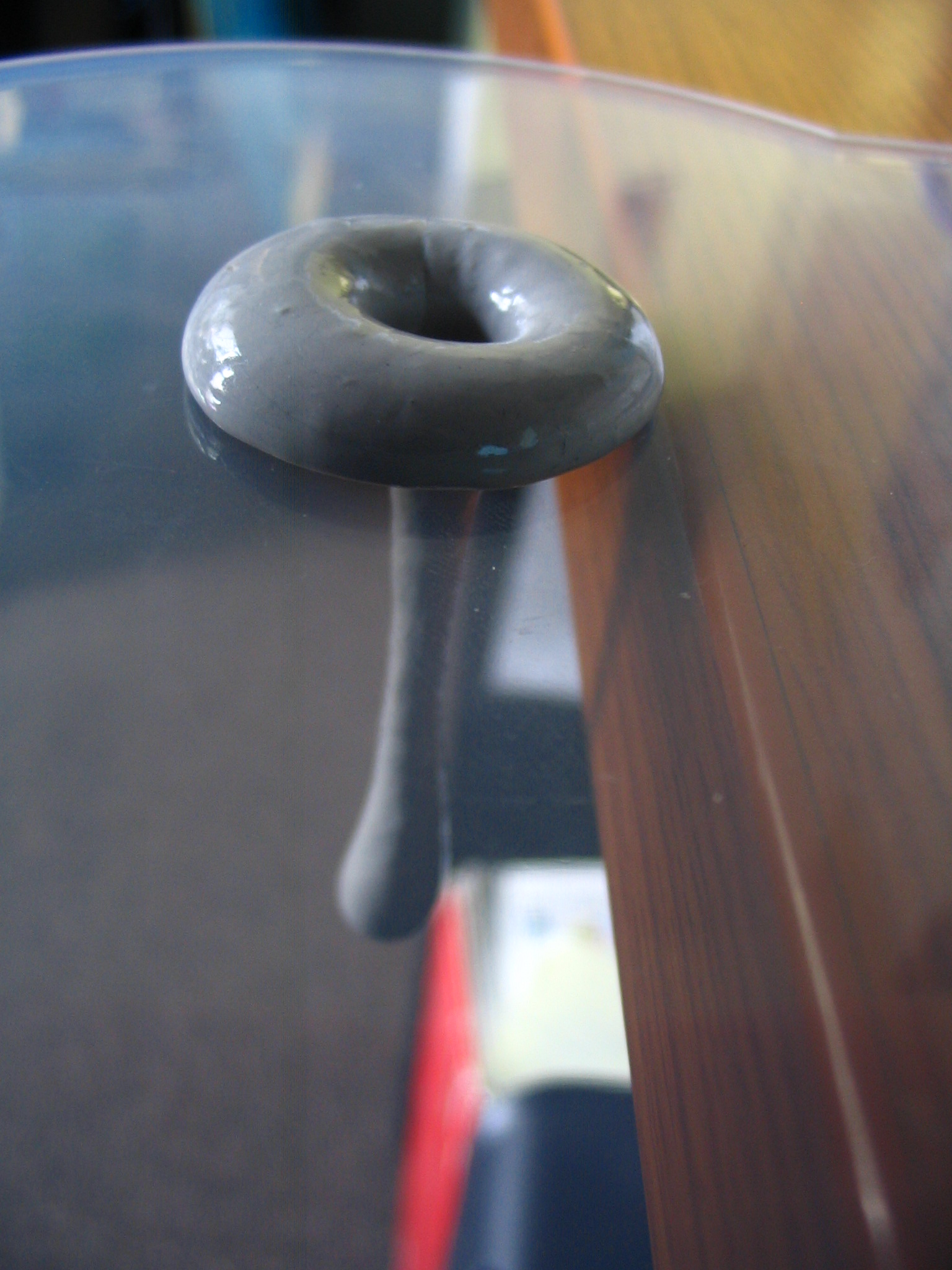
Silly Putty curgând printr-o gaură

Caracteristicile neobișnuite de curgere ale Silly Putty sunt datorate ingredientului polidimetilsiloxan (PDMS), o substanță viscoelastică. Viscoelasticitatea este un tip de curgere nenewtoniană, caracterizând un material care acționează ca un lichid vâscos pe o perioadă lungă de timp, dar ca un solid elastic pe o perioadă scurtă de timp. Deoarece vâscozitatea sa aparentă crește direct în raport cu cantitatea de forță aplicată, Silly Putty poate fi caracterizat ca un fluid Dilatant⁠(d).
Silly Putty este, de asemenea, un adeziv destul de bun. Atunci când cerneala pentru ziare era pe bază de petrol, Silly Putty putea fi folosit pentru a transfera imagini din ziare pe alte suprafețe, oferind amuzament prin distorsionarea ulterioară a imaginii transferate. Hârtiile mai noi cu cerneluri pe bază de soia sunt mai rezistente la acest proces.
În general, Silly Putty este dificil de îndepărtat de pe elementele texturate, cum ar fi murdăria și hainele. Dezinfectantele de mâini care conțin alcool sunt adesea utile. Silly Putty se dizolvă în contact cu un alcool; după ce alcoolul se evaporă, materialul nu își va mai prezenta proprietățile inițiale.
Dacă Silly Putty este scufundat în apă caldă sau fierbinte, va deveni mai moale și astfel se va „topi” mult mai repede. De asemenea, devine mai greu de îndepărtat cantități mici de pe suprafețe. După o perioadă lungă de timp, va reveni la vâscozitatea sa inițială.
Silly Putty este vândut sub forma unei bucăți de argilă de 13 g în interiorul unui recipient de plastic în formă de ou. Marca Silly Putty este deținută de Crayola LLC (fosta companie Binney & Smith). Începând din iulie 2009, se vând zilnic douăzeci de mii de ouă de Silly Putty. Din 1950, au fost vândute peste 300 de milioane de ouă de Silly Putty (aproximativ 4.500 de tone scurte sau 4.100 de tone). Este disponibil în diverse culori, inclusiv fosforescent și metalic. Alte mărci oferă materiale similare, uneori în recipiente de dimensiuni mai mari, și într-o varietate la fel de mare de culori sau cu proprietăți diferite, cum ar fi magnetismul și irizația.

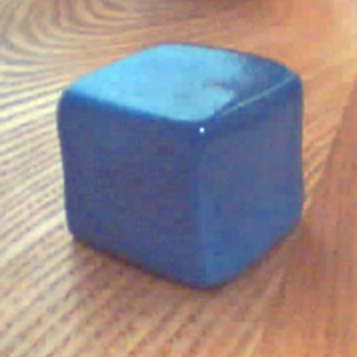
Silly Putty în formă de cub solid

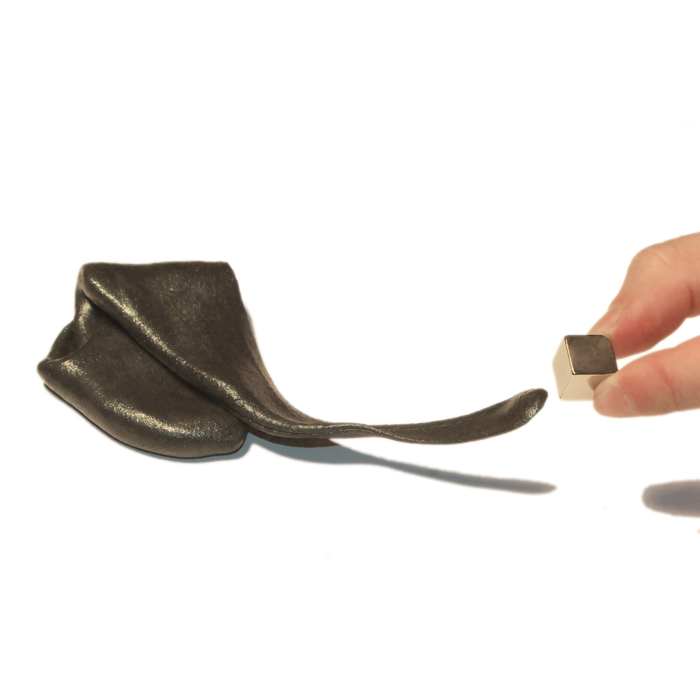
Chit de gândire magnetic

## Istoric
În timpul celui de-Al Doilea Război Mondial, Japonia a invadat țările producătoare de cauciuc în timp ce își extindea sfera de influență în Coasta Pacificului. Cauciucul era vital pentru producția de plute, anvelope, piese pentru vehicule și avioane, mască de protecție contra gazelor și cizme. În SUA, toate produsele din cauciuc au fost raționalizate; cetățenii au fost încurajați să facă ca produsele lor din cauciuc să reziste până la sfârșitul războiului și să doneze anvelope, cizme și paltoane de rezervă. Între timp, guvernul a finanțat cercetarea în domeniul compușilor sintetici de cauciuc pentru a încerca să rezolve această penurie.
Creditul pentru invenția Silly Putty este disputat și a fost atribuit în mod diferit lui Earl Warrick⁠(d) de la Dow Corning⁠(d) pe atunci nou formată; Harvey Chin; și James Wright, un inventator de origine scoțiană care lucra pentru General Electric în New Haven, Connecticut. De-a lungul vieții sale, Warrick a insistat că el și colegul său, Rob Roy McGregor, au primit brevetul pentru Silly Putty înaintea lui Wright; dar istoria Crayola a Silly Putty afirmă că Wright a inventat-o prima dată în 1943. Ambii cercetători au descoperit în mod independent că reacția acidului boric cu uleiul de silicon ar produce un material lipicios și săltăreț cu mai multe proprietăți unice. Chitul non-toxic sărea atunci când era scăpat, se putea întinde mai mult decât cauciucul obișnuit, nu mucegăia și avea o temperatură de topire foarte ridicată. Cu toate acestea, substanța nu avea toate proprietățile necesare pentru a înlocui cauciucul.
În 1949, Ruth Fallgatter, proprietara unui magazin de jucării, a dat peste chit. Ea l-a contactat pe consultantul în marketing Peter C. L. Hodgson (1912–1976). Cei doi au decis să comercializeze chitul săltăreț vânzându-l într-o cutie transparentă. Deși s-a vândut bine, Fallgatter nu a mers mai departe. Cu toate acestea, Hodgson i-a văzut potențialul.
Având deja datorii de 12.000 de dolari, Hodgson a împrumutat 147 de dolari pentru a cumpăra un lot de chit pentru a împacheta porții de 28 g în ouă de plastic pentru 1 dolar, numindu-l Silly Putty. Vânzările inițiale au fost slabe, dar după ce un articol din New Yorker l-a menționat, Hodgson a vândut peste 250.000 de ouă de Silly Putty în trei zile. Cu toate acestea, Hodgson a fost aproape scos din afaceri în 1951 de războiul din Coreea. Siliconul, principalul ingredient din silly putty, a fost pus pe rație, afectându-i afacerea. Un an mai târziu, restricția privind siliconul a fost ridicată și producția de Silly Putty a fost reluată. Inițial, produsul era destinat în principal adulților. Cu toate acestea, până în 1955, majoritatea clienților săi aveau vârste cuprinse între șase și doisprezece ani. În 1957, Hodgson a produs prima reclamă televizată pentru Silly Putty, care a fost difuzată în timpul emisiunii Howdy Doody.
În 1961, Silly Putty s-a răspândit în întreaga lume, devenind un hit în Uniunea Sovietică și Europa. În 1968, a fost dus pe orbita lunară de astronauții misiunii Apollo 8.
Peter Hodgson a decedat în 1976. Un an mai târziu, Binney & Smith, creatorii produselor Crayola, au achiziționat drepturile pentru Silly Putty. Din 2005, vânzările anuale de Silly Putty depășeau șase milioane de ouă.
Silly Putty a fost inclus în National Toy Hall of Fame⁠(d) pe 28 mai 2001.

## Alte utilizări
În plus față de succesul său ca jucărie, au fost găsite și alte utilizări pentru chit. În casă, poate fi folosit pentru a îndepărta substanțe precum murdăria, scamele, părul de animale sau cerneala de pe diverse suprafețe. Proprietățile unice ale materialului au găsit o nișă de utilizare în aplicații medicale și științifice. Terapeuții ocupaționali îl utilizează pentru terapia de reabilitare a leziunilor mâinii. O serie de alte mărci (cum ar fi Power Putty și TheraPutty) modifică proprietățile materialului, oferind diferite niveluri de rezistență. Materialul este, de asemenea, utilizat ca instrument pentru a ajuta la reducerea stresului și există în diferite vâscozități în funcție de preferințele utilizatorului.
Datorită caracteristicilor sale adezive, a fost folosit de astronauții misiunii Apollo pentru a-și fixa uneltele în condiții de gravitație zero. Pasionații de machete la scară redusă folosesc chitul ca mediu de mascare atunci când vopsesc prin pulverizare ansambluri de machete. Observatorul Steward folosește o lepuire cu suport Silly-Putty pentru a lustrui oglinzile telescoapelor astronomice.
Cercetătorii de la Trinity College Dublin School of Physics (Centre for Research on Adaptive Nanostructures and Nanodevices (CRANN) și Advanced Materials and Bioengineering Research (AMBER) Research Centers) au descoperit că amestecurile nano compozite de grafen și Silly Putty se comportă ca senzori de presiune sensibili, susținând că pot măsura pașii unui păianjen care se târăște pe ele.